# Brachynarthron
Brachynarthron – rodzaj chrząszczy z rodziny kózkowatych i podrodziny zgrzypikowych. 

## Zasięg występowania
Przedstawiciele tego rodzaju występują w Afryce Zachodniej i Środkowej.

## Systematyka
Do Brachynarthron należą 4 gatunki:
- Brachynarthron aeneipennis
- Brachynarthron allardi
- Brachynarthron murzini
- Brachynarthron unicoloripennis